# Südwestdeutsches Einhaus

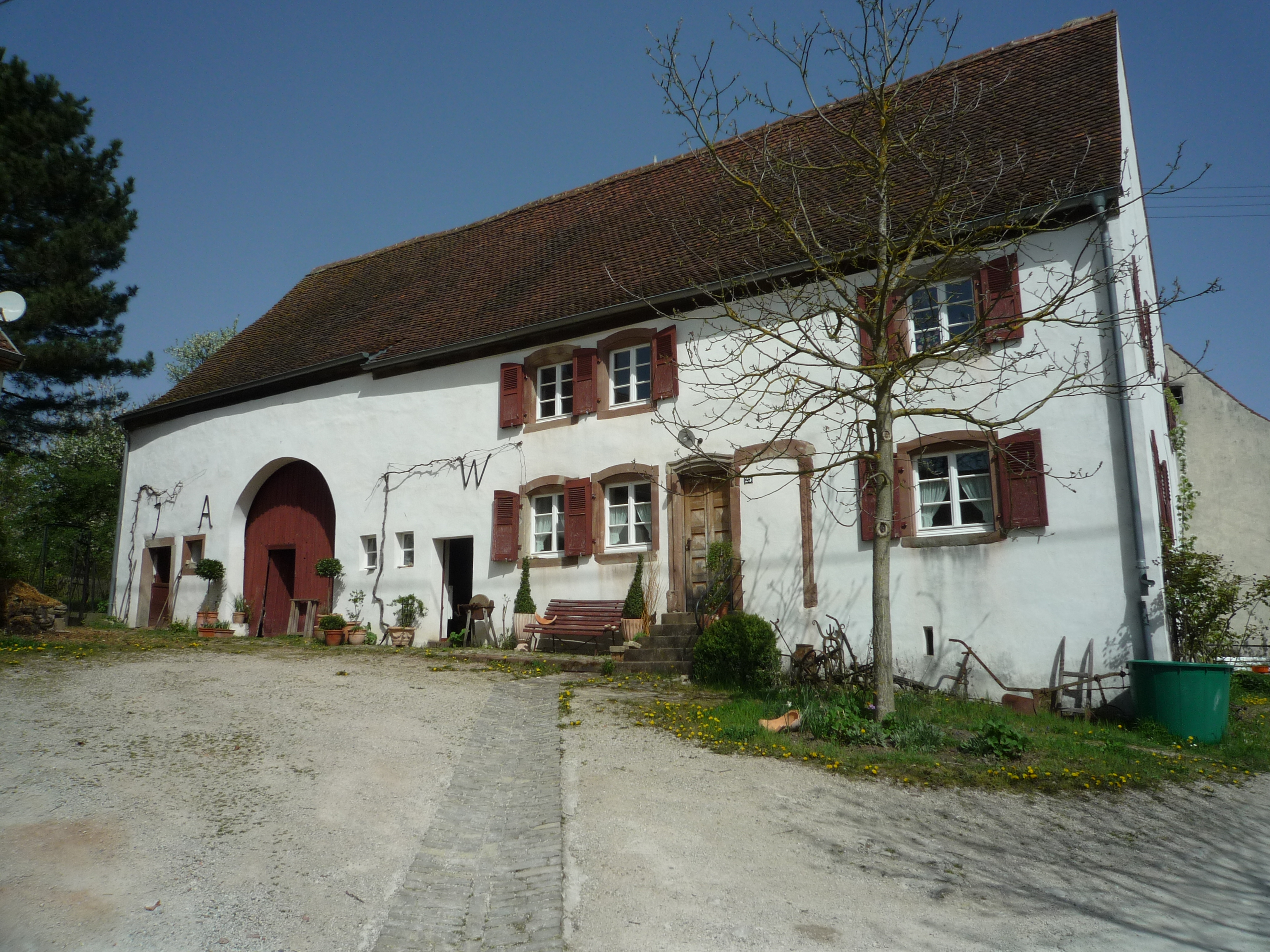
Bauernhaus in Gersheim

Das Südwestdeutsche Einhaus (auch Südwestdeutsches Bauernhaus; im Trierer Raum und der Eifel Trierer Haus) ist ein breitgegliedertes Quereinhaus, das im größten Teil des Saarlandes, im südöstlichen und östlichen Luxemburg, im Trierer Raum, der Eifel und im nordöstlichen Lothringen verbreitet ist.

## Merkmale
Wohntrakt, Stall und Scheuer befinden sich unter einem Dach mit einem durchlaufenden First. Die Häuser stehen in der Regel mit der Traufseite parallel zur Straße. Sie sind teilweise einzelnstehend und teilweise in einer geschlossenen Reihe (Trierer Zeile) errichtet worden.
In einem schmalen Streifen weiter westlich sind Breitgiebelhäuser verbreitet, bei denen die Traufseite oft deutlich schmaler ist als die Giebelseite.
Ähnlich gegliedert wie das Südwestdeutsche Bauernhaus, aber viel kleiner, ist das Arbeiterbauernhaus.
Vom Lothringerhaus unterscheidet sich das südwestdeutsche Einhaus durch eine meist steilere Dachneigung und das Fehlen eines Drempelgeschosses unter dem Dach mit Belüftungsöffnungen für den Speicher.

## Geschichte
Im Saarland setzte sich das Südwestdeutsche Einhaus anstelle von Streuhöfen in der ersten Hälfte des 18. Jahrhunderts durch. Die Einhäuser waren anfangs noch eingeschossig, später zweigeschossig. Für die Westeifel wird eine zusätzliche vorgelagerte Phase mit Streckhöfen genannt, die erst ab dem 19. Jahrhundert von Einhäusern abgelöst wurden.
Eine Erweiterung des Gebäudes ließ sich beim Südwestdeutschen Einhaus leichter als beim lothringischen Pendant durch eine Verlängerung des Wirtschaftsteils in Firstrichtung umsetzen. Solchen Verlängerungen waren allerdings desweilen Grenzen gesetzt, so dass in der zweiten Hälfte des 19. Jahrhunderts einige Einhäuser zu Winkelhöfen erweitert wurden, indem ein Wirtschaftstrakt abgewinkelt angebaut wurde.

## Galerie

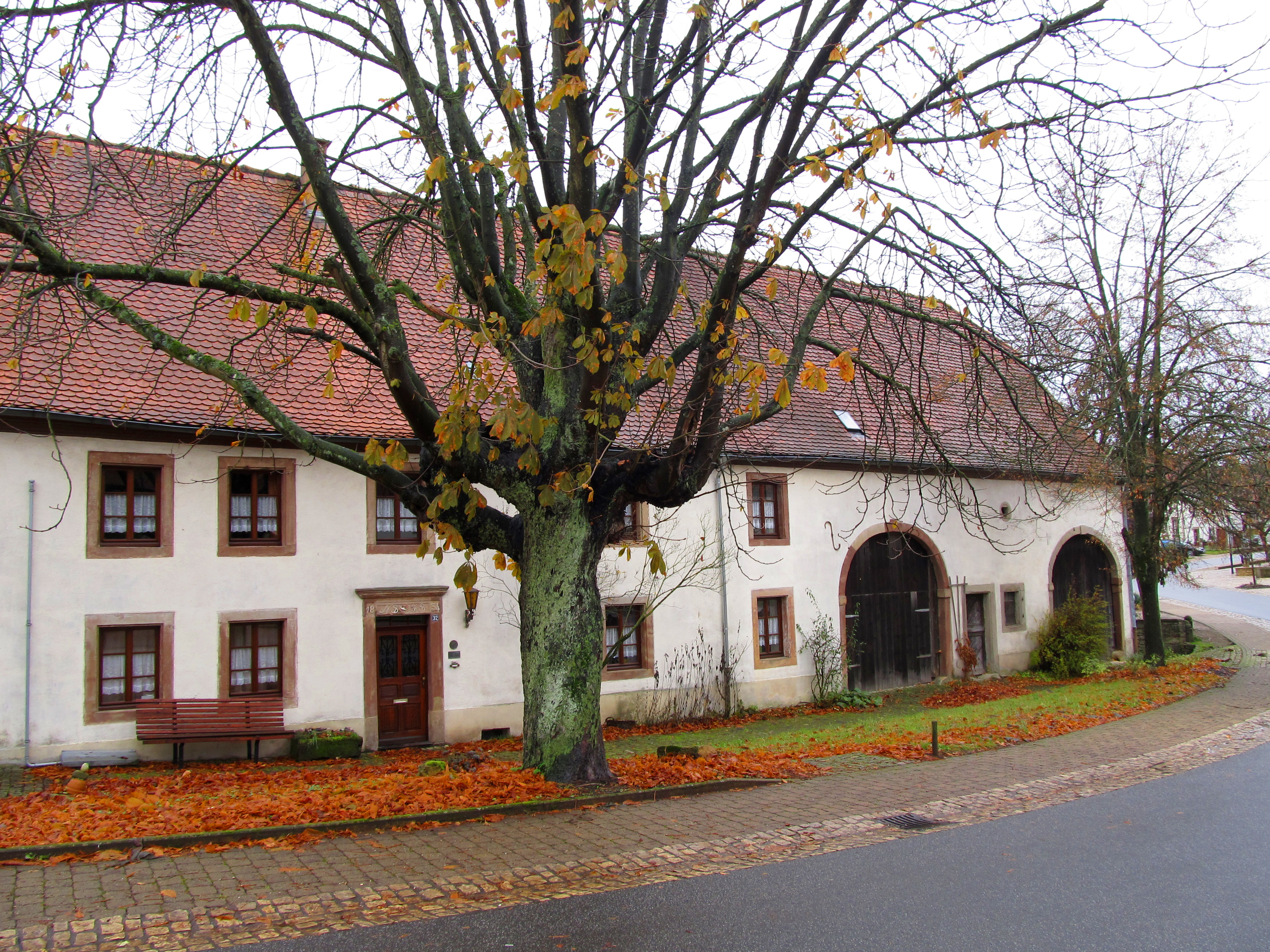
Bauernhaus in Wolfersheim
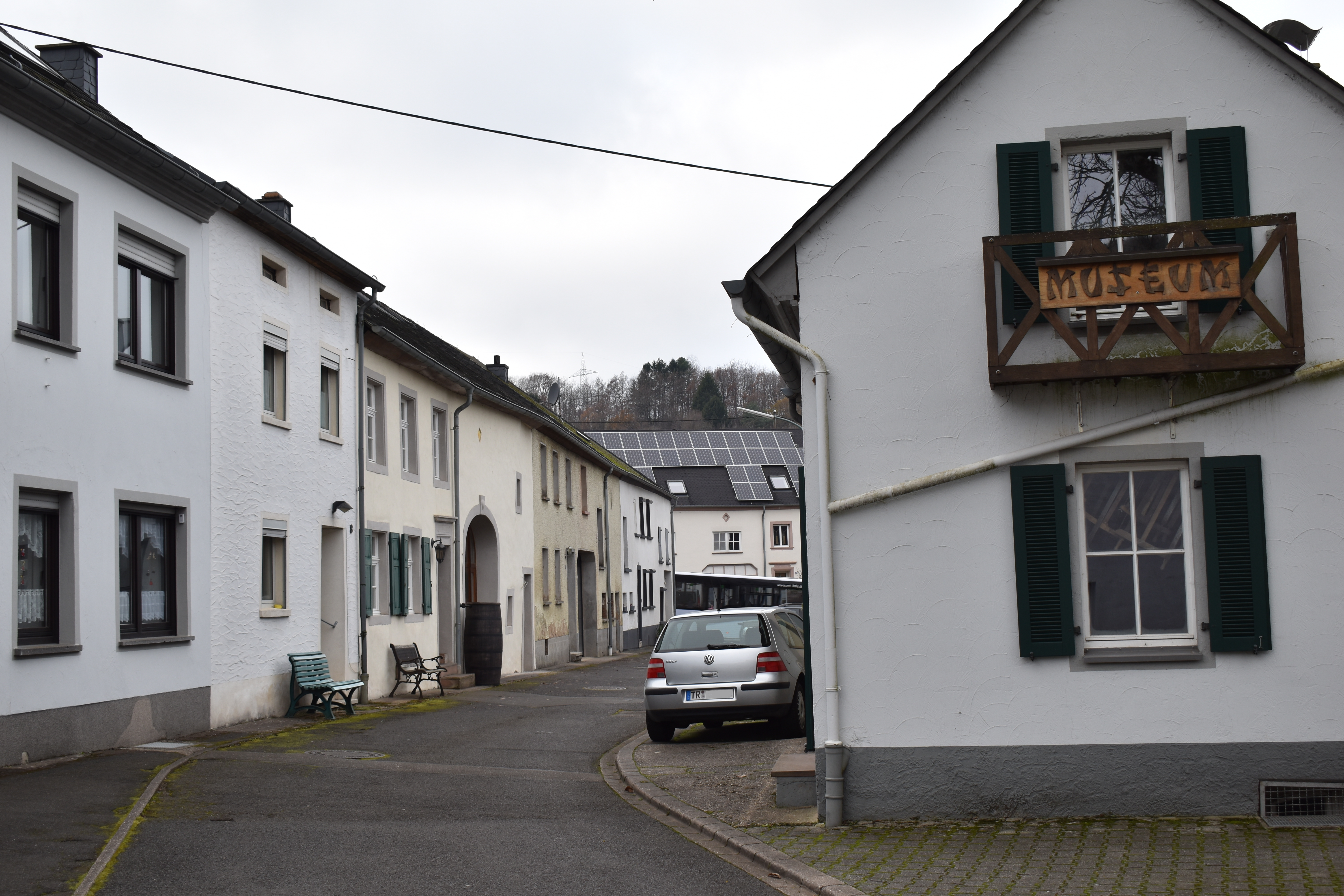
Trierer Zeile in Farschweiler
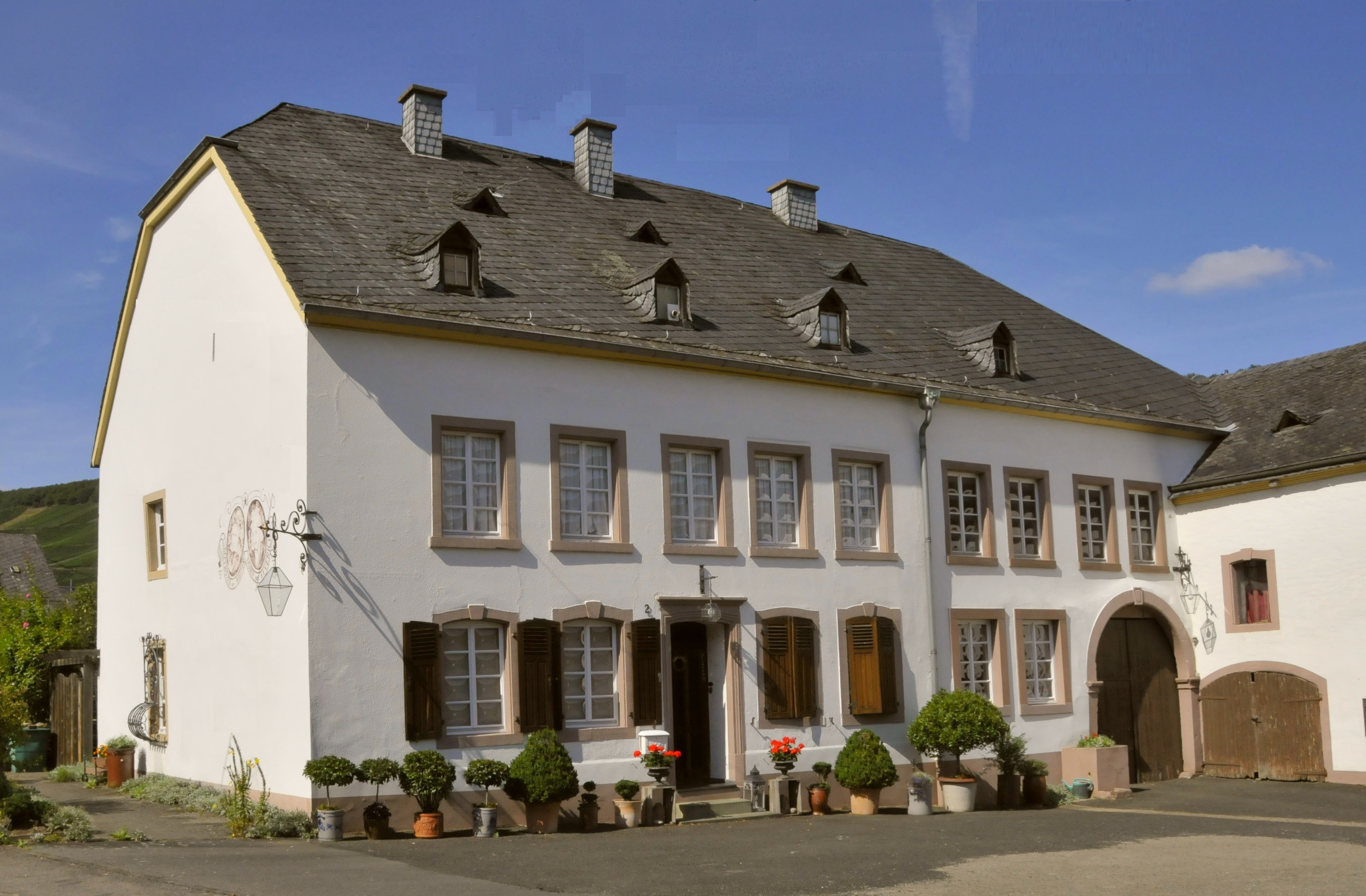
Winkelhof („Beethoven–Haus“, Köwerich)
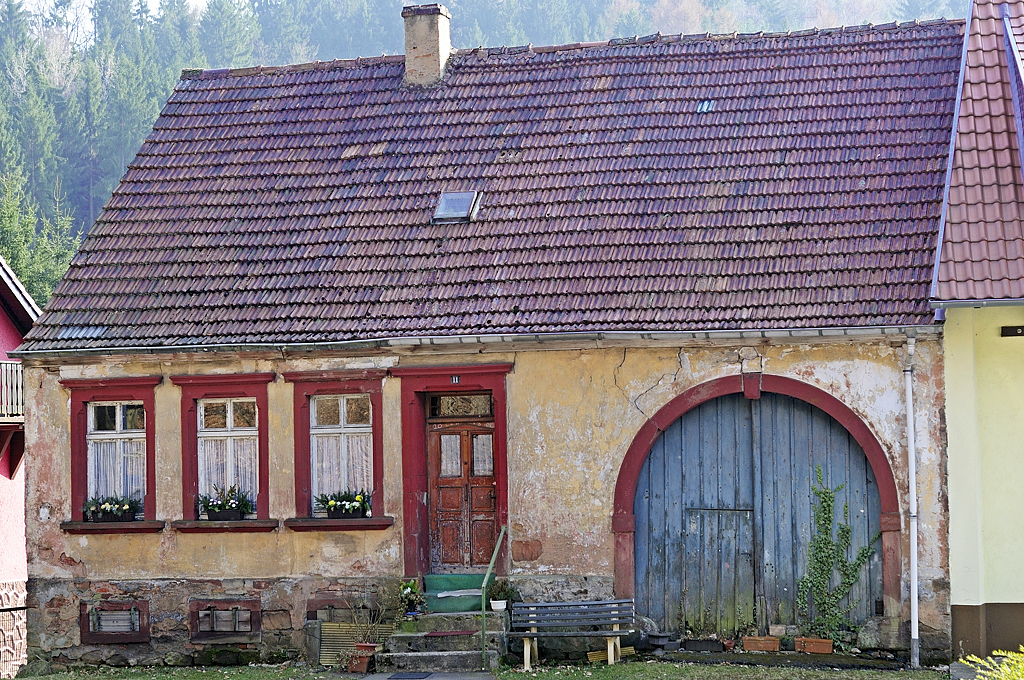
Arbeiterbauernhaus in Oberwürzbach
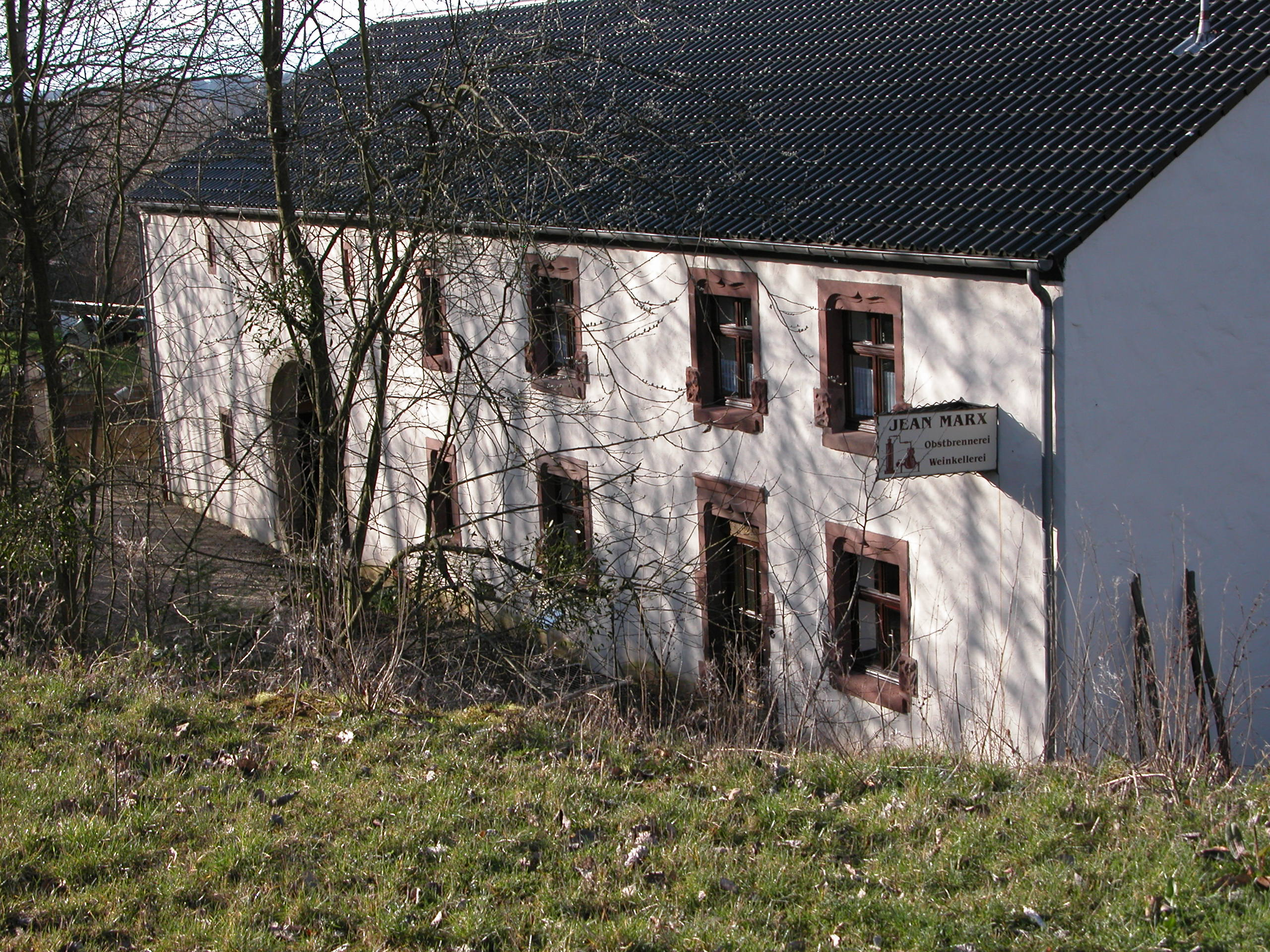
Saargauhaus im Freilichtmuseum Roscheider Hof
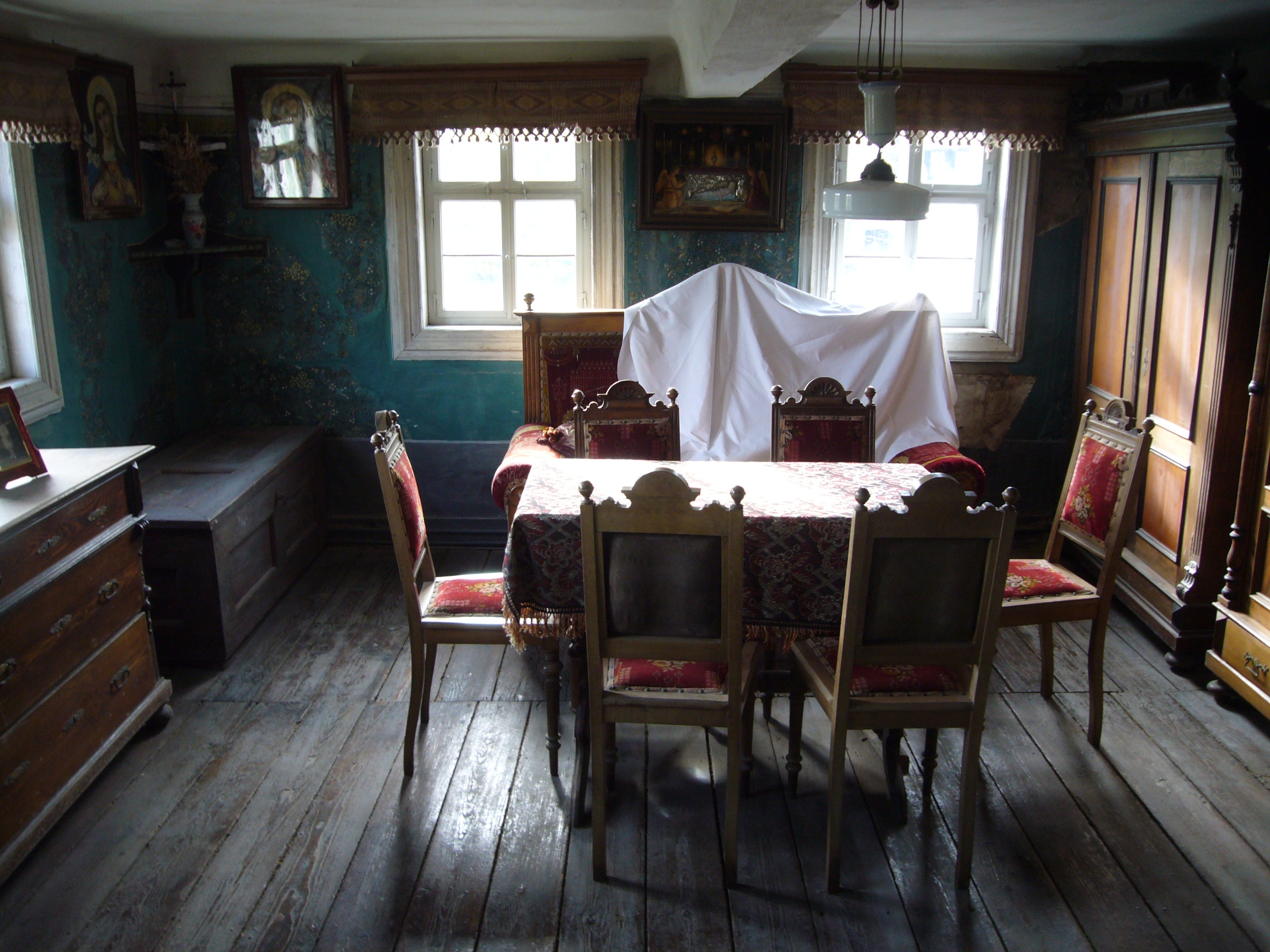
"Gute Stube" mit Neorenaissance-Mobiliar um 1900
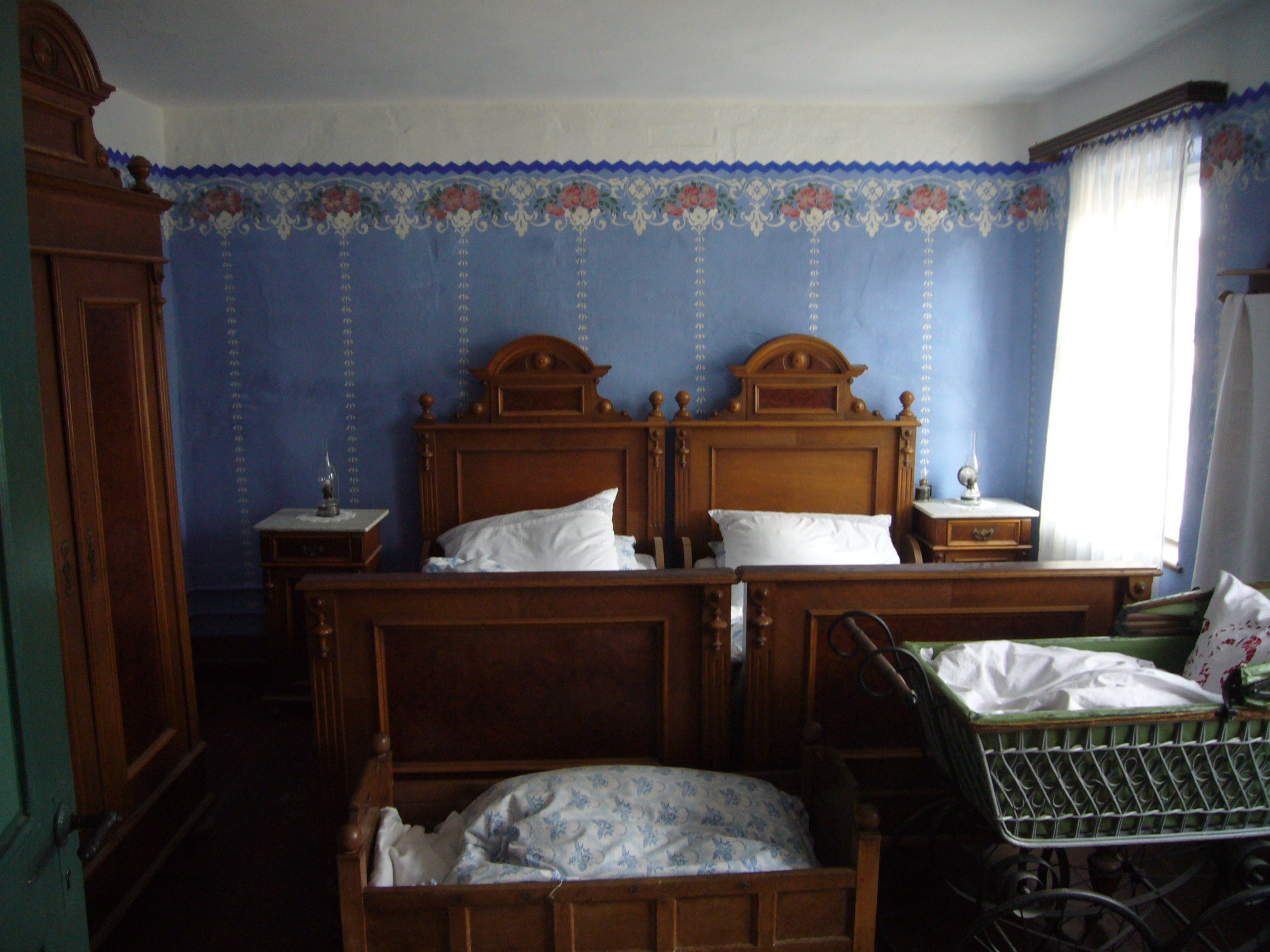
Elternschlafzimmer mit Neorenaissance-Mobiliar um 1900
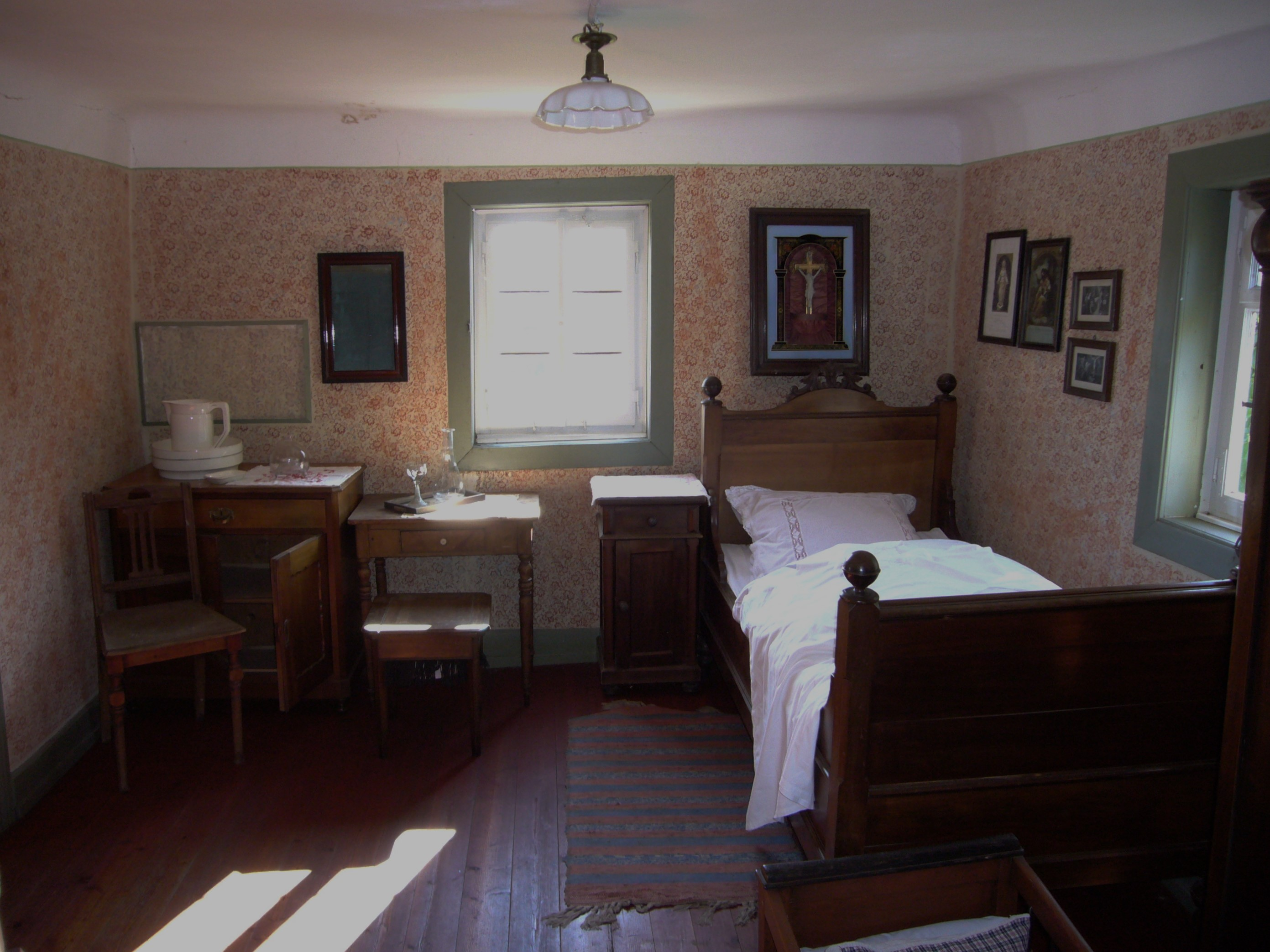
Schlafkammer um 1900